# Lev Kulesjov

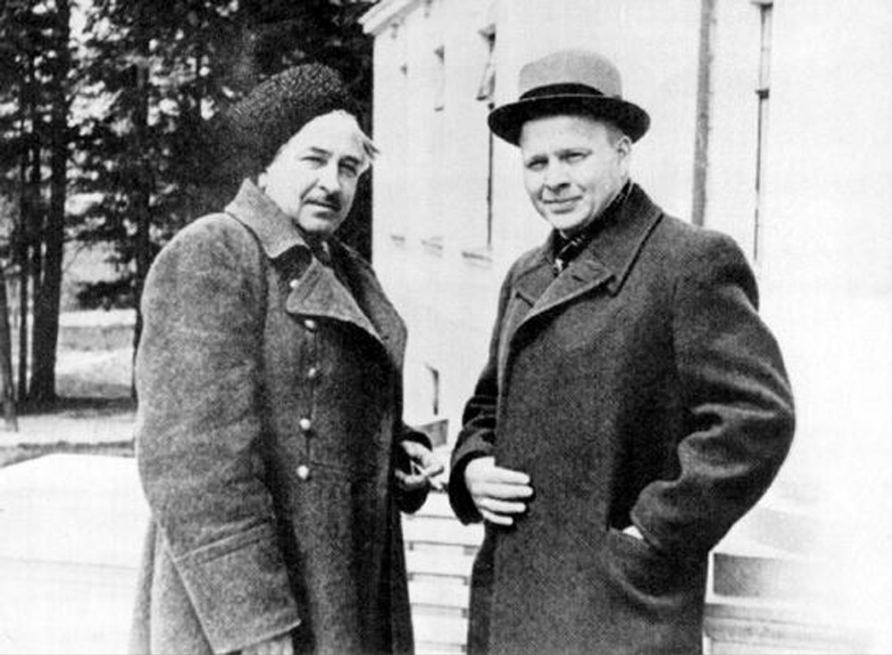
Lev Kulesjov (till vänster) och författaren Arkadij Gajdar, 1941. Bilden är förmodligen skämtsam, där de två bytt ytterkläder med varandra.

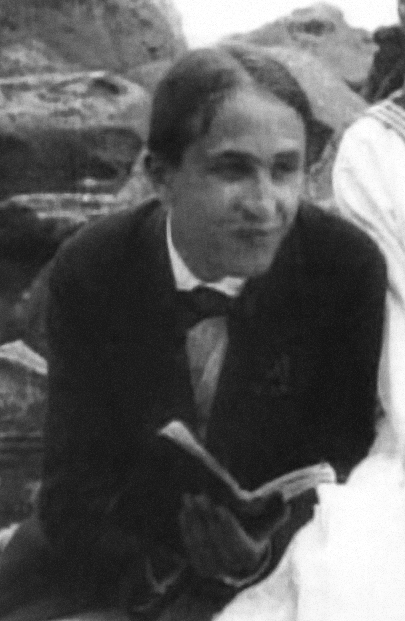
Lev Kulesjov, 18 år gammal, i Jevgenij Bauers kortfilm Za stjastjem från 1917.

Lev Vladimirovitj Kulesjov (ryska: Лев Владимирович Кулешов), född 13 januari (1 januari enligt g.s.) 1899 i Tambov, Kejsardömet Ryssland, död 29 mars 1970 i Moskva, Sovjetunionen, var en rysk filmskapare och filmteoretiker, tillhörande det ryska avantgardet under 1920-talet inom sovjetisk film. Han var med och startade den första statliga ryska filmskolan, sedermera Allryska statliga kinematografiska institutet, där han utbildade både skådespelare och regissörer. En av hans studenter var Vsevolod Pudovkin.

## Kulesjoveffekten
Även kallad montageteorin. Genom ett klassiskt experiment visade Kulesjov hur olika en bild kunde tolkas i relation till följande bilder, med hjälp av filmmontage. En man med fullkomligt uttryckslöst ansikte sågs i tur och ordning iaktta en tallrik soppa, ett lik i en kista och en naken kvinna i en säng. Resultatet: identiskt lika min i bilderna av betraktaren, men i varje kombination ett ändrat känsloinnehåll – matlust, sorg och åtrå. 

## Filmografi i urval
- 1917 – Za stjastjem (roll och scenografi)
- 1917 – Korol Parizja (scenografi)
- 1918 – Proekt inzjenera Prajta (regi)
- 1920 – Na krasnom fronte (regi)
- 1924 – Mr. Wests sällsamma äventyr i bolsjevikernas land (regi)
- 1925 – Lutj smerti (regi)
- 1926 – En moder (regiassistent)[9]
- 1926 – Enligt lag (regi)
- 1969 – Kulesjovs effekt (roll)